# Le Père (Maupassant, 1887)
Pour les articles homonymes, voir Le Père.
Le Père est une nouvelle de Guy de Maupassant, parue en 1887.

## Historique
Le Père est une nouvelle initialement publiée dans la revue Gil Blas du 26 juillet 1887, puis reprise dans la seconde édition augmentée du recueil Clair de lune en 1888.
Une nouvelle du même titre avait déjà été publiée en 1883 dans le Gil Blas et reprise en 1885 dans le recueil Contes du jour et de la nuit.

## Résumé
« Jean de Valnoix est un ami que je vais voir de temps en temps… »
Au bord de la rivière, le narrateur converse avec son ami Jean de Valnoix lorsque Baptiste, le domestique, vient annoncer la visite de « la bohémienne de Monsieur ». Jean de Valnoix s'explique…

## Éditions
- 1887 : Gil Blas (26 juillet)
- 1888 : Clair de lune (2e édition), recueil paru chez l'éditeur Paul Ollendorff
- 1889 : La Lanterne (supplément du 20 janvier)
- 1891 : L'Intransigeant illustré (21 mai)
- 1893 : Gil Blas illustré (16 avril)
- 1909 : Clair de lune, Œuvres complètes vol. 7, L. Conard, Paris
- 1979 : Contes et Nouvelles, tome II, texte établi et annoté par Louis Forestier, Bibliothèque de la Pléiade, éditions Gallimard.